# Пожар у старачком дому у Великом Борку
Пожар у старачком дому у Великом Борку догодио се 20. јануара 2025. године у насељу Велики Борак у београдској општини Барајево. Страдало је једанаест корисника дома, док је њих четири повређено.

## Опште информације
- Наталија Иванковић (92. год)
- Ђурђевка Илић (75. год)
- Мила Мишић (46. год)
- Весна Степановић (58. год)
- Зоран Стевановић (69. год)
- Радиша Петронијевић (71. год)
- Милан Димитријевић (72. год)
- Велибор Живановић (89. год)
- и још три женске особе старости 91, 69 i 48 година

Пожар у старачкм дому избио је у 3.30 минута, 20. јануара 2025. године, а како наводи в.д начелника Сектора за ванредне ситуације Лука Чаушић, Командно-оперативни центар вастрогасно-спасилачке Бригаде Београд у 3.32 стигао је позив да је избио пожар у Улици Надежде Петровић 7 у Дому за стара лица. На лице места упућене су јединице хитне помоћи, као и ватрогасне јединице из насеља Барајево, Лазаревац, Железник, Вождовац и Звездара. Припадници Сектора за вандредне ситуације на лице места стигли су 13 минута након пријаве пожара, који је већ тада био у разбукталој фази. На лице места како би угасили пожар, стигла су 32 ватрогасаца са 11 возила.
Објекат старачког дома био је површине 500 м2, а у једном моменту током пожара урушило се 150 квадрата кровне конструкције. Објекат се налазио далеко од прометних саобраћајница, а његов прилаз био је неасфалтиран и узак, па је заједно са поледицом и хладноћом отежао пут ватрогасно-спасилачким јединицама током.
Током интервенције евакуисано је тринаест корисника дома, а седморо повређених предано Хитној помоћи. У тренутку пожара у смештају у дому било је тридесет и четири корисника. Дан након гашења пожара инспектори социјалне заштите изречена је забрана рада дома за старе „Ивановић”.
Више јавно тужилаштво у Београду саопштило је да су ухапшена одговорна лица Г. И, А. И и М. И због постојања сумње да су извришили кривично дело - тешко дело против опште сигурности.
Према наводима Министарства унутрашњих послова Републике Србије, Немања Старовић који објавља функцију Министра за рад, запошљавање, борачка и социјална питања Републике Србије и Луке Чаушића в.д начелника Сектора за ванредне ситуације, сумња се да је пожар подметнуо корисник дома који је и сам страдао.
У болници су од последица пожара преминуле још три женске особе, старости 91, 69 и 48 година.

## Реакције
Влада Републике Србије одлучила је да се на територији Републике Србије прогласи Дан жалости 22. јануара 2025 због страдалих у овој несрећи. Српски политичари Александар Вучић и Милош Вучевић упутили су саучешће породицама страдалих, као и председник Републике Српске Милорад Додик.
Руководство Евролиге у кошарци упутило је саучешће породицама страдалих у Барајеву на друштвеној мрежи Х. У Србији је на неколико спортских догађаја одржан минут ћутања поводом одавања почасти страдалима, укључујући фудбалску утакмицу између Црвене звезде и ПСВ Ајндховена, као и кошаркашку утакмицу између Партизана и Париза.